# Kolbotn
Kolbotn est un village de la municipalité de Nordre Follo, dans le comté d'Akershus et le centre administratif de l'ancienne municipalité d'Oppegård, en Norvège.

## Description
Le village est situé sur le côté nord du petit lac Kolbotnvannet, à environ treize kilomètres au sud du centre d'Oslo. La gare de Kolbotn sur le chemin de fer de la ligne d'Østfold a été ouverte en 1895. Kolbotn compte environ 6 000 habitants, tandis que les 196 km2 de la grande commune de Nordre Follo compte 61 000 habitants.
L'église de Kolbotn date de 1932. L'église pentecôtiste de Kolbotn a été fondée en 1933 et est une congrégation religieuse libre liée au mouvement pentecôtiste norvégien.
Le village est connu pour son club omnisports : le Kolbotn IL. L'équipe féminine de football a remporté à trois reprises le championnat de Norvège féminin de football en 2002, 2005 et 2006. L'équipe masculine de handball à quant à elle été championne de Norvège en 1983 et 1984. Les volleyeurs ont eux remporté le titre national en 1992.
Darkthrone, l'un de grands groupes de la scène black metal norvégienne s'est formé à Koboltn en 1986. En septembre 2016, sur la base d'une blague, Fenriz, le batteur du groupe, est élu conseiller municipal de la ville avec le slogan « Ne votez pas pour moi ».

## Galerie

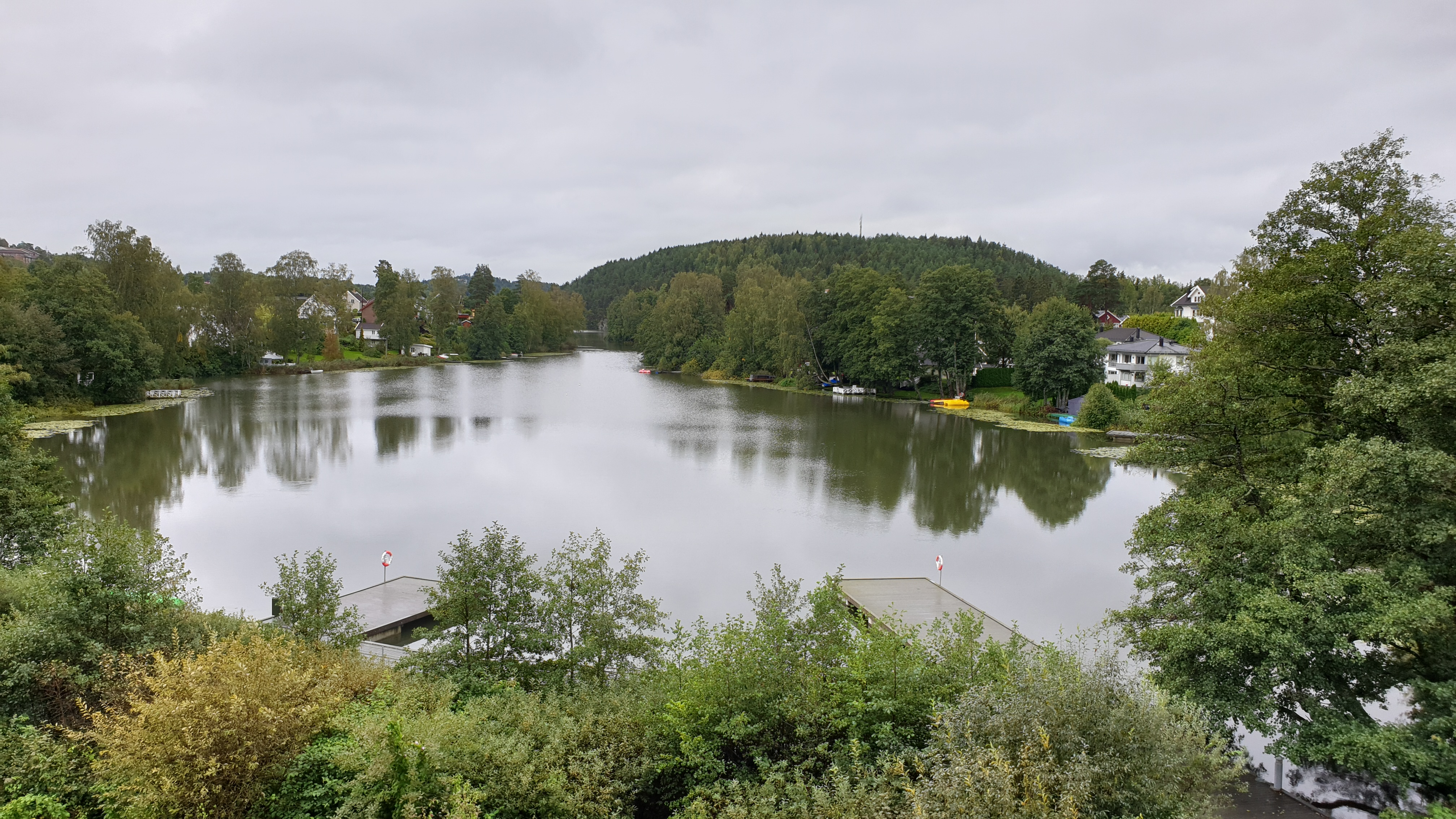
Lac Kolbotntjernet
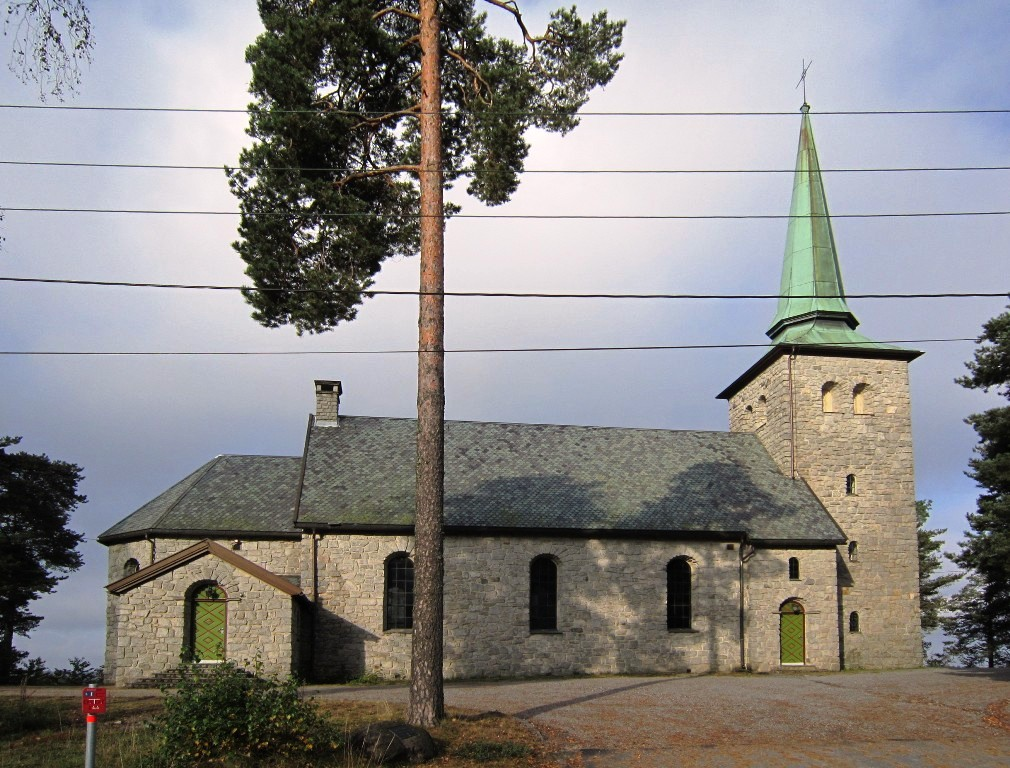
Église de Kolbotn
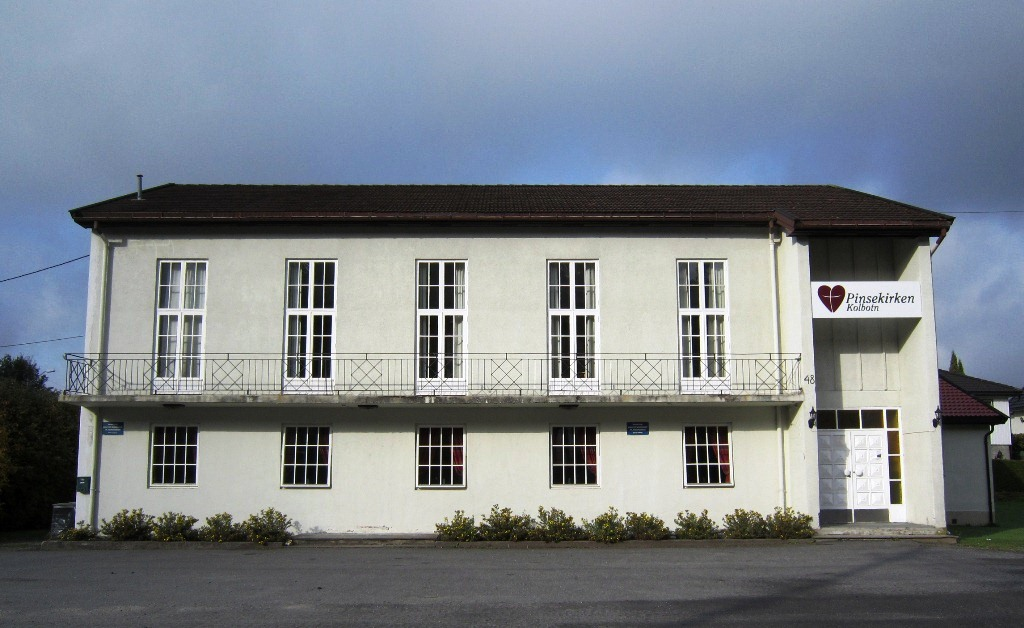
Église pentecotiste